# Here in After
Here in After è il secondo album in studio del gruppo musicale statunitense Immolation, pubblicato nel 1996 dalla Metal Blade Records.

## Tracce
1. Nailed to Gold – 3:54
2. Burn with Jesus – 4:00
3. Here in After – 4:54
4. I Feel Nothing – 4:41
5. Away from God – 4:45
6. Towards Earth – 4:47
7. Under the Supreme – 4:23
8. Christ's Cage – 5:52

Durata totale: 37:16

## Formazione
- Ross Dolan – voce e basso
- Robert Vigna – chitarra
- Tom Wilkinson – chitarra
- Craig Smilowski – batteria